# تسوروی
تسوروی (به لاتین: Tsurui) یک منطقهٔ مسکونی در ژاپن است که در Akan District, Hokkaidō واقع شده‌است. تسوروی ۲٬۵۹۶ نفر جمعیت دارد.